# OpenSIPS
OpenSIPS è una implementazione open source di server SIP. È un sistema in grado di occuparsi della gestione della segnalazione SIP e della registrazione dell'utenza SIP. Ha funzionalità di registrar server, ovvero di registrazione per gli UA SIP, e di proxy SIP, ovvero di routing delle chiamate SIP. È un sistema che segue il percorso iniziato da OpenSER, progetto open source evoluto in OpenSIPS. Anche se opensource le soluzioni basate su OpenSIPS sono molto robuste ed affidabili, in grado di scalare da piccole applicazioni fino a soluzioni carrier-grade. OpenSIPS non è un RTP proxy, ovvero non gestisce il flusso audio delle sessioni telefoniche. In tal senso, va affiancato con un prodotto adeguato in contesti dove è necessario il controllo RTP.